# Лучак, Петер
Петер Лучак (пол. Peter Luczak; род. 31 августа 1979, Варшава, Польша) — австралийский профессиональный теннисист, польского происхождения; чемпион в парном разряде Игр Содружества (2010).

## Спортивная карьера
Профессиональную карьеру начал в 2000 году. В следующем 2001 году смог выиграть четыре турнира серии ATP Futures. В 2002 победил на первом турнире ATP Challenger Series. В 2003 дебютирует на турнире Турнире Большого шлема домашнем для себя Открытом чемпионате Австралии. Он сумел сразу же пробится в третий круг, выиграв венгра Аттилу Савольта и итальянца Ренцо Фурлана, но уступив хорвату Марио Анчичу. В 2004—2005 годах выигрывает ещё три турнира серии Challenger. В 2006 году во второй раз доходит до третьего круга на Открытом чемпионате Австралии. В 2007 году впервые финиширует по итогам года в первой сотне рейтинга ATP, заняв 82 место. В общем в период с 2007 по 2009 год ему удается победить ещё на восьми турнирах Challenger. В 2008 году в соревнованиях мужского парного разряда турнира ATP в Буэнос-Айресе вместе с австрийским теннисистом Вернером Эшауэром дошёл до финала. Это достижение, но уже в паре с немцем Симоном Гройлем он повторит в 2010 году.

## Выступления на турнирах ATP
| Легенда                        |
| ------------------------------ |
| Турниры Большого шлема         |
| Кубок Мастерс / финал АТР-тура |
| ATP Мастерс / ATP Мастерс 1000 |
| АТР Gold / АТР 500             |
| АТР International/ АТР 250     |

### Поражения в финалах (2)

#### Парный разряд (2)
| №  | Дата        | Турнир           | Покрытие | Партнёр       | Соперники в финале               | Счёт в финале       |
| -- | ----------- | ---------------- | -------- | ------------- | -------------------------------- | ------------------- |
| 1. | 24 фев 2008 | Буэнос-Айрес     | Грунт    | Вернер Эшауэр | Агустин Кальери Луис Орна        | 0-6, 7-6(6), [2-10] |
| 2. | 15 фев 2010 | Буэнос-Айрес (2) | Грунт    | Симон Гройль  | Себастьян Прието Орасио Себальос | 6-7(4), 3-6         |